# Mascarello
A Mascarello Carrocerias e Ônibus Ltda. é uma fabricante brasileira de carrocerias para ônibus, com sede no município paranaense de Cascavel.

## História
Primeira e única montadora de ônibus do estado do Paraná, a Mascarello faz parte de um grupo de empresas ligadas ao setor agroindustrial. Derivada da antiga sociedade com a Comil Carrocerias e Ônibus, teve sua fundação em 23 de maio de 2003.
Iniciou as atividades produzindo modelos de pequeno porte (micro-ônibus) e gradativamente passou a projetar e montar modelos maiores.
Em fevereiro de 2011, atingiu a marca de 10 mil unidades fabricadas, e em maio de 2013, este número saltou para 15 mil unidades.

Outro momento importante ocorreu em setembro de 2011, quando a encarroçadora entrou no segmento de longas distâncias, ao lançar o modelo Roma 370.
Em 2021, superou a marca de 27 mil unidades, vendidas em mais de 23 países.

## Modelos
Rodoviários
Novo Roma R4 (2024 - presente)
Novo Roma R6 (2024 - presente)
Novo Roma M4 (2024 - presente)
Ello (2023 - presente)
Urbanos
Gran Via 2024 (2023 - presente)
Gran Midi (2010 - presente)
Micros
Gran Micro S2 (2019 - presente)
Gran Micro S3 (2019 - presente)
Gran Micro S4 (2019 - presente)
| Rodoviários       | Urbanos             | Midis    | Micros        | Minis                | Escolar           | Especiais           |
| ----------------- | ------------------- | -------- | ------------- | -------------------- | ----------------- | ------------------- |
|                   | Gran Via 2023       | Granmidi |               | Gran Mini Urbano     | Gran Midi Escolar | Gran Mini Combinado |
|                   | Gran Via Midi 2023  |          |               | Gran Mini Rodoviário | Gran Mini Escolar |                     |
| Roma M4           | Gran Metro          |          | Gran Micro S2 | Wayclass (Iveco)     | Granclass         |                     |
|                   | Granmetro Low Entry |          | Gran Micro S3 |                      |                   |                     |
| Roma R4           | Gran Via BRS        |          | Gran Micro S4 |                      |                   |                     |
| Roma R6 e Roma R8 |                     |          | Wayclass      |                      |                   |                     |
| Ello              |                     |          |               |                      |                   |                     |

## Mercado
Atende o mercado nacional e exporta para mais de 18 países, entre a quais Chile, Equador, Venezuela, Costa Rica, Paraguai e Guatemala, na América Latina, além de Gana, Angola e Nigéria, na África.
Produz também poltronas para ônibus. 
Com mais de vinte mil carrocerias produzidas, emprega mais de dois mil colaboradores.

## Galeria de imagens

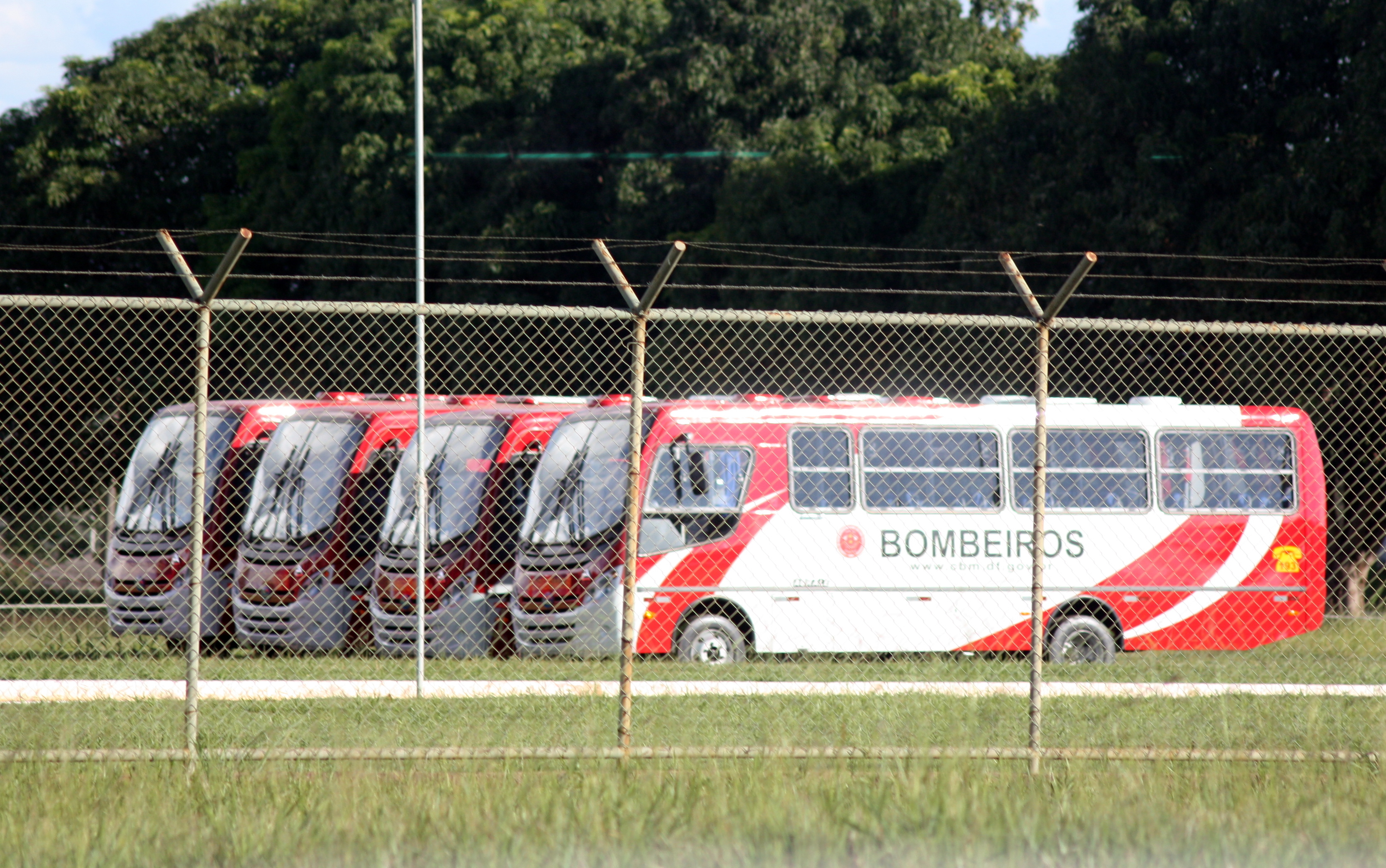
Gran Mini 2011
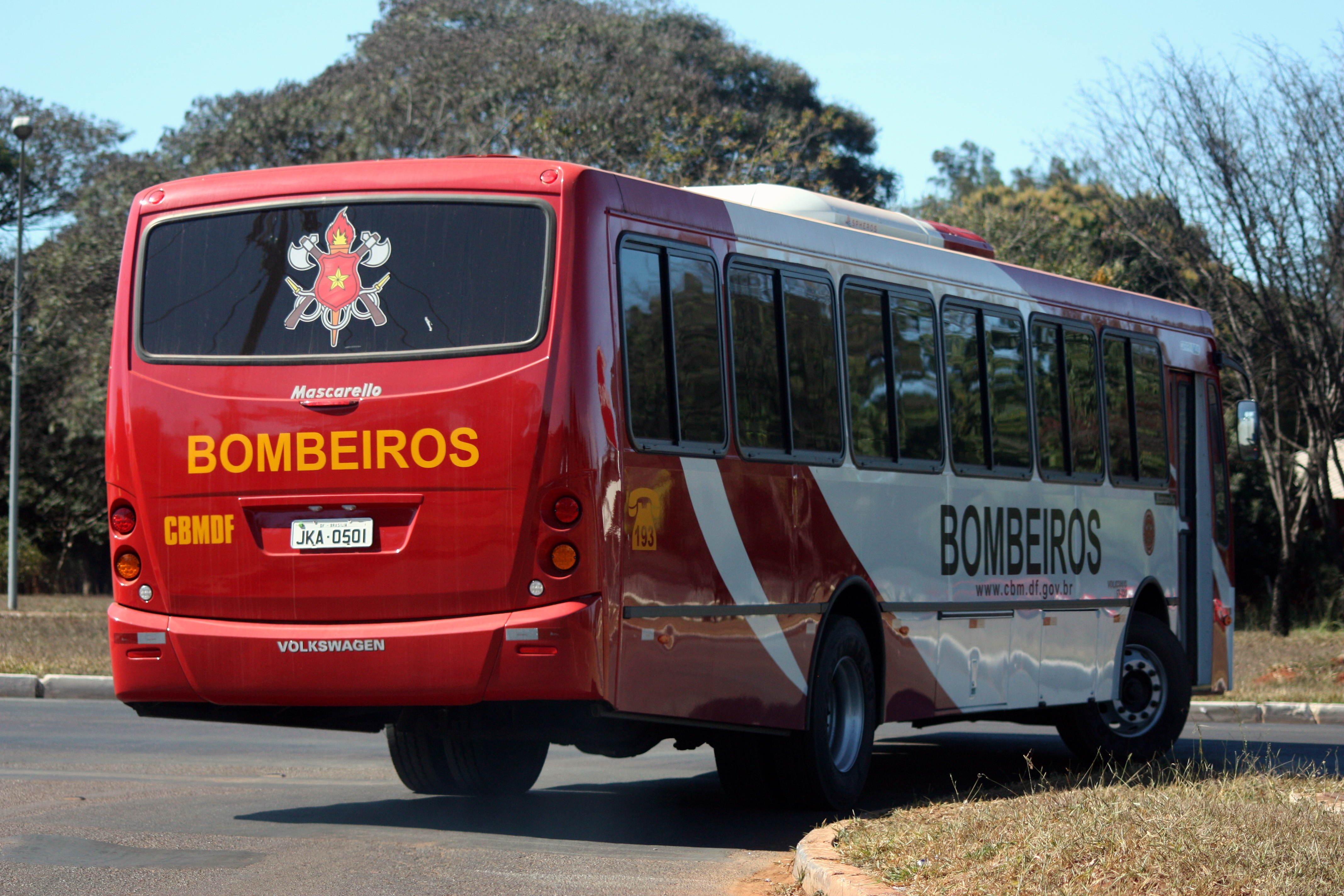
Gran Via Midi 2011
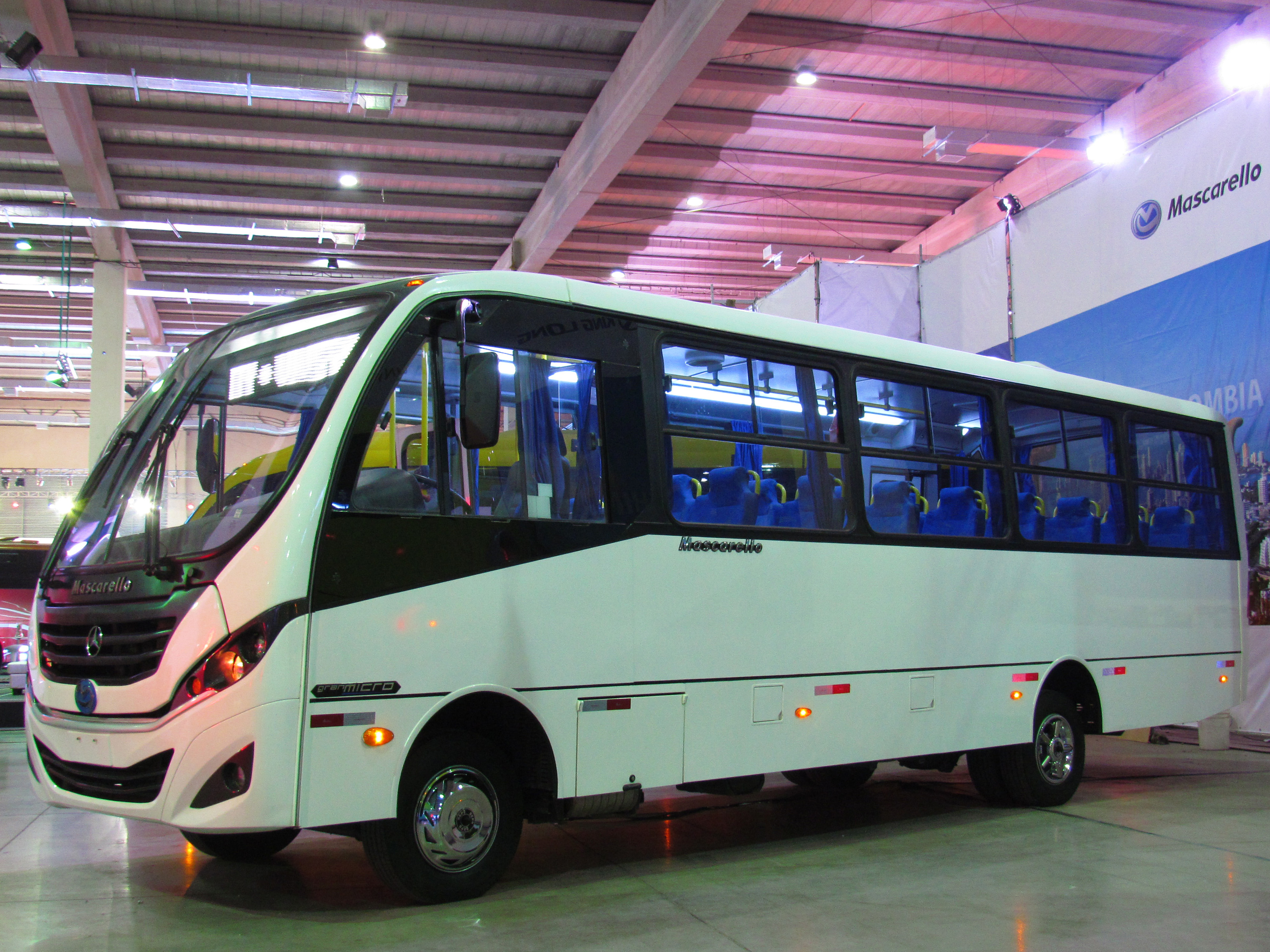
Gran Micro 2013
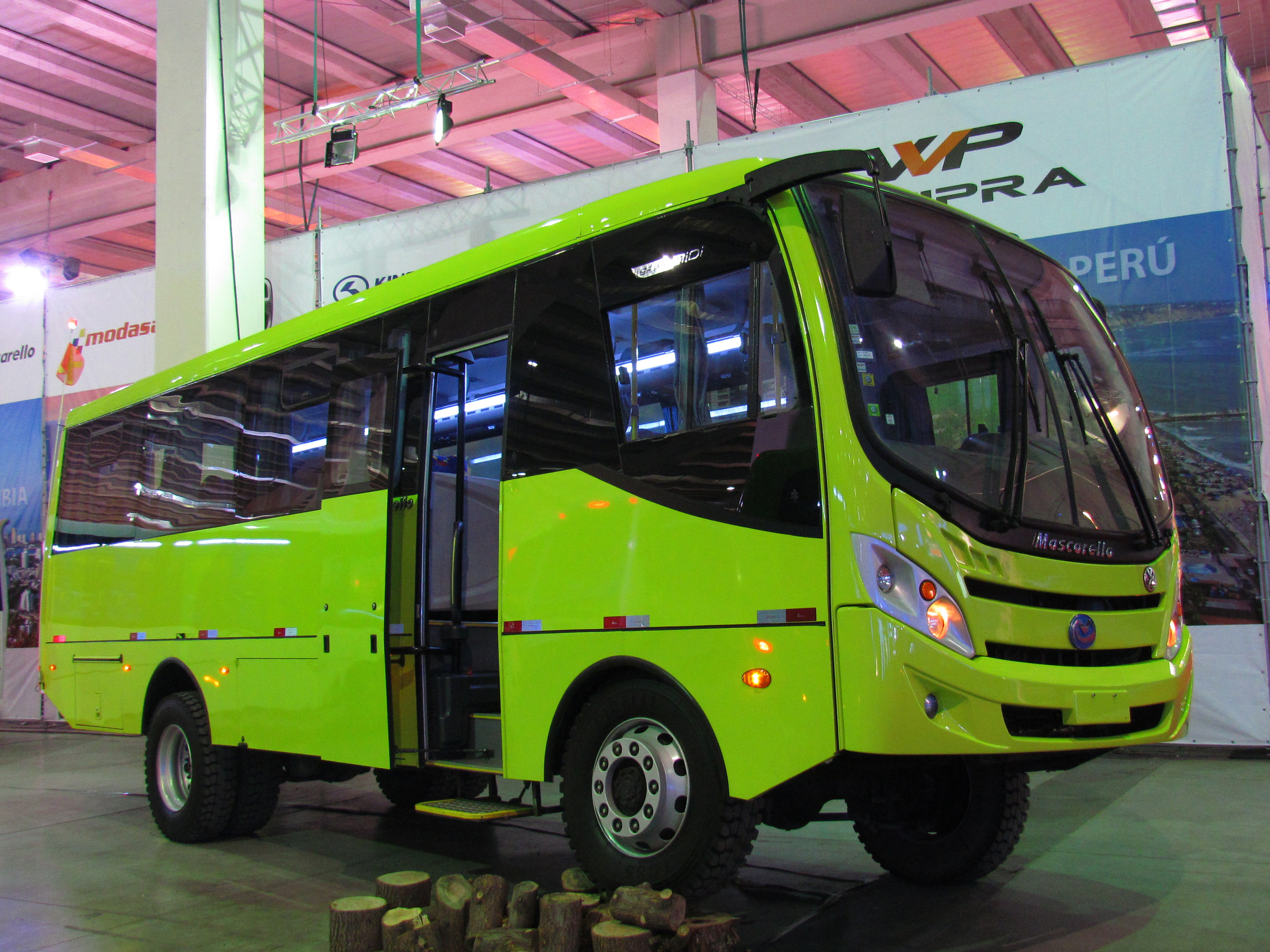
Gran Midi 2011
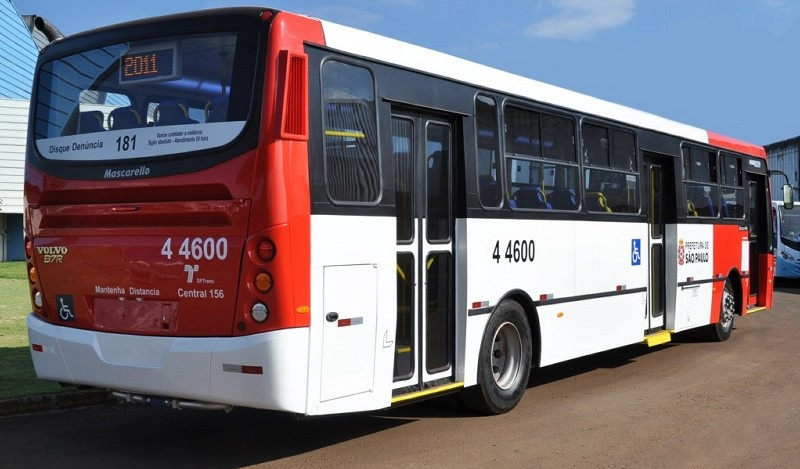
Gran Via 2011
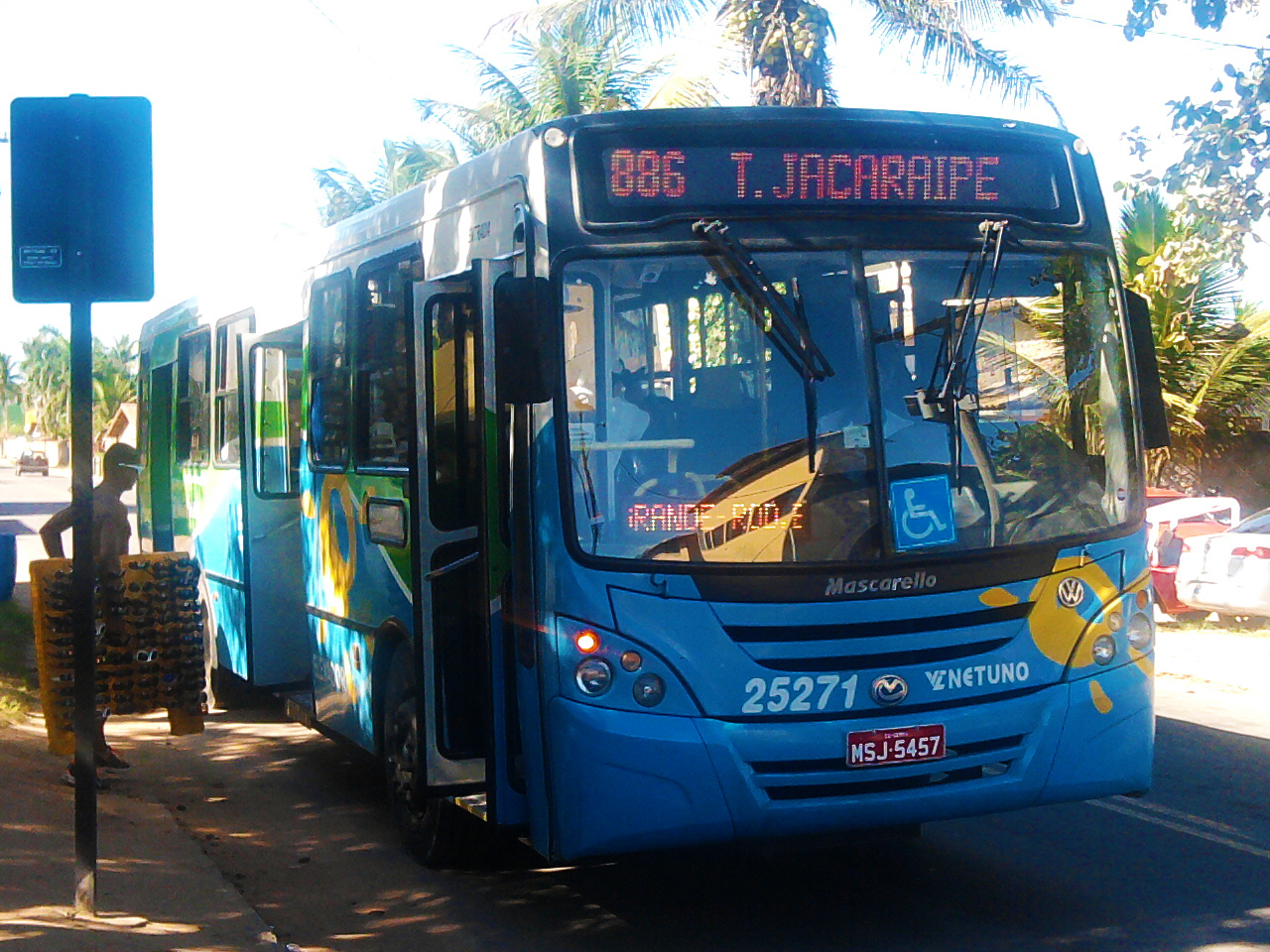
Gran Via Midi
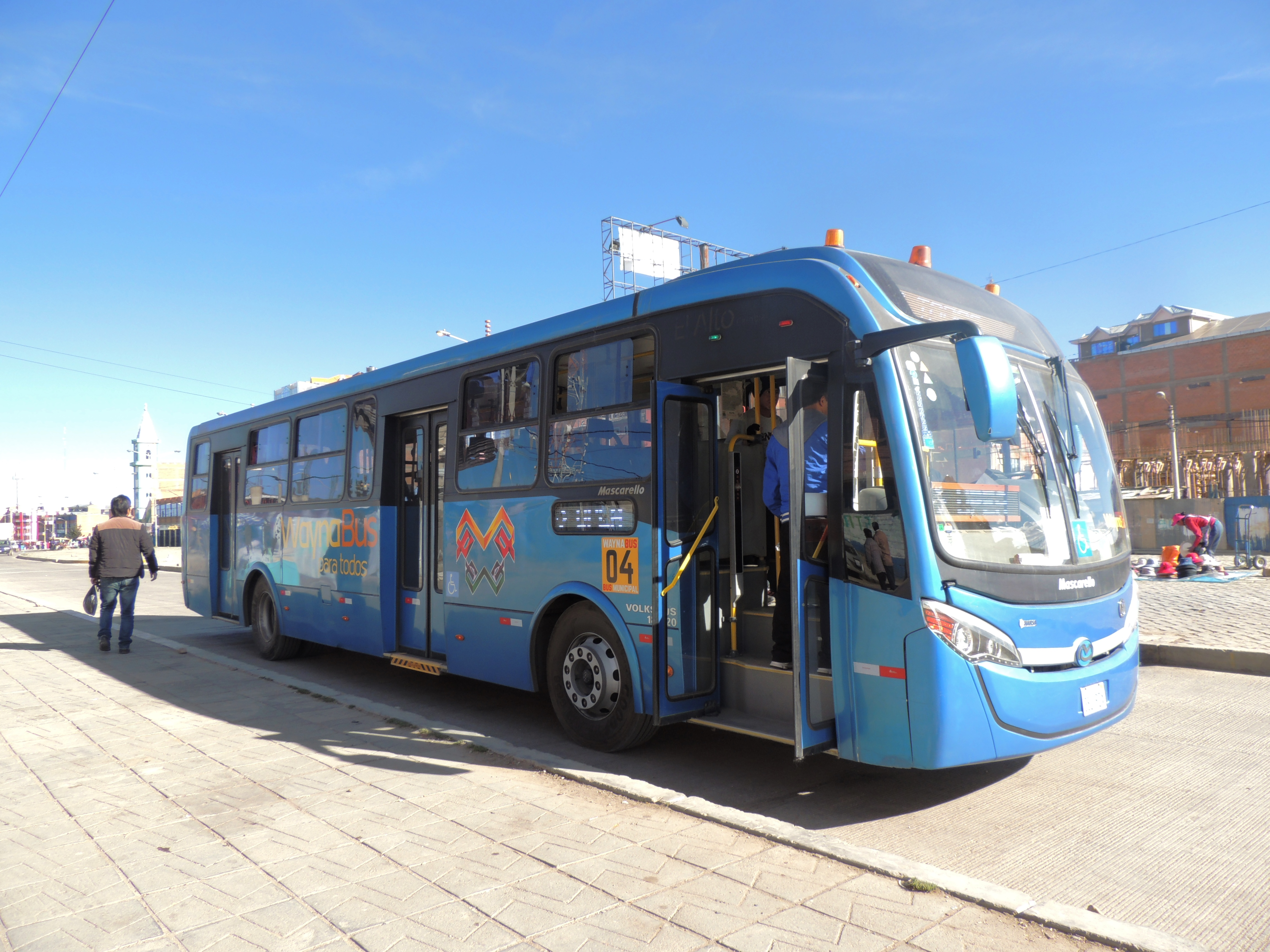
Granmetro
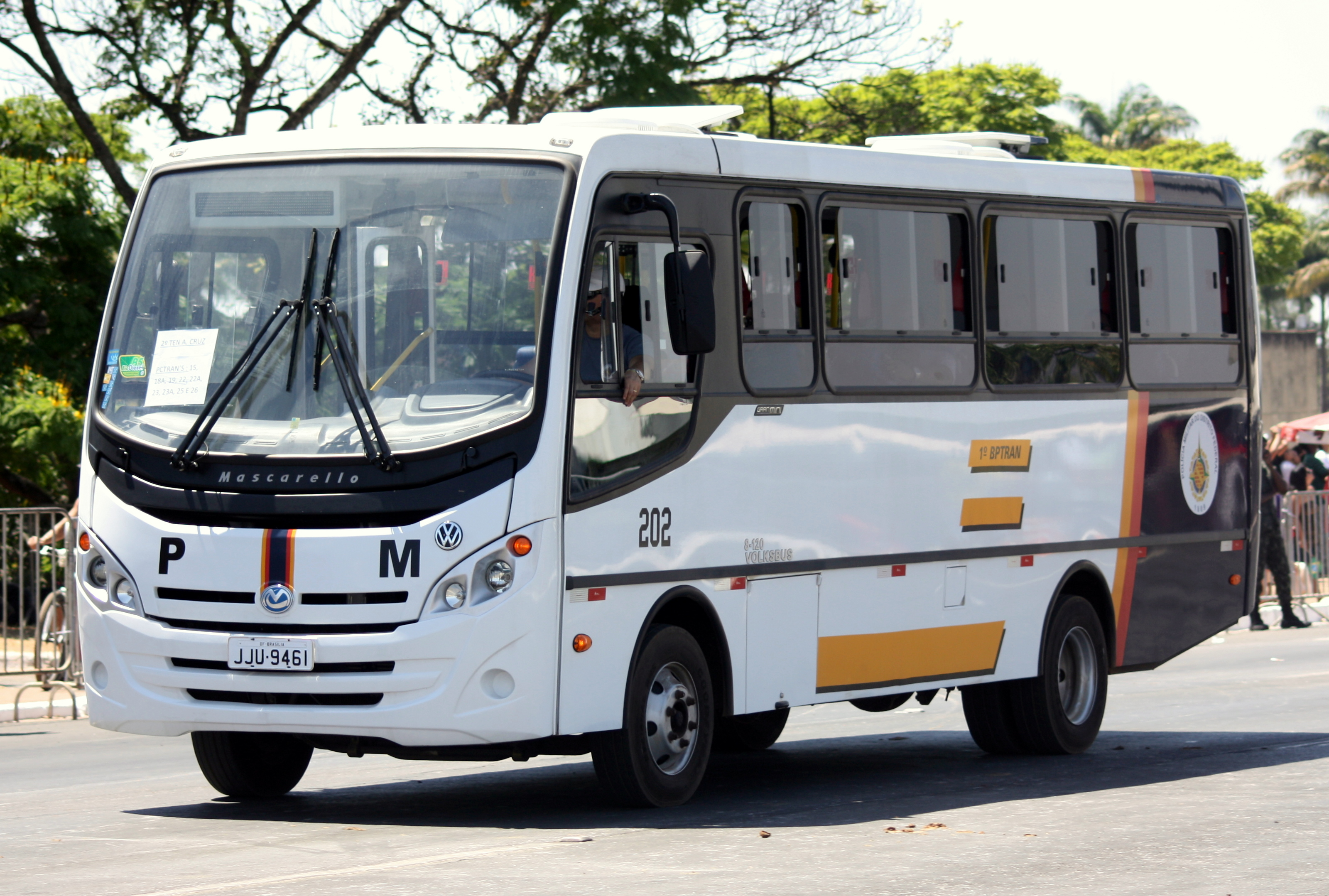
Gran Mini 2007
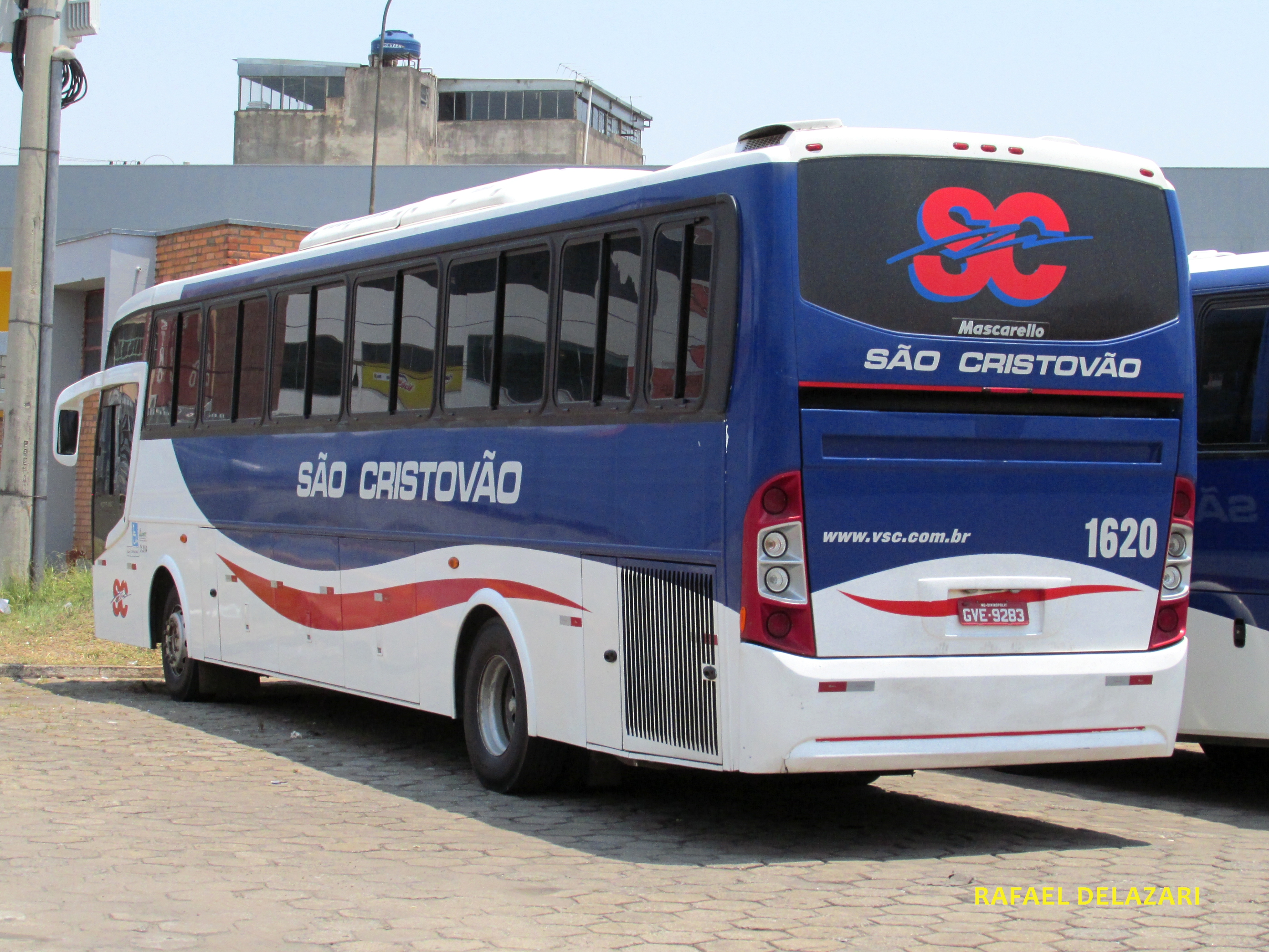
Roma 350
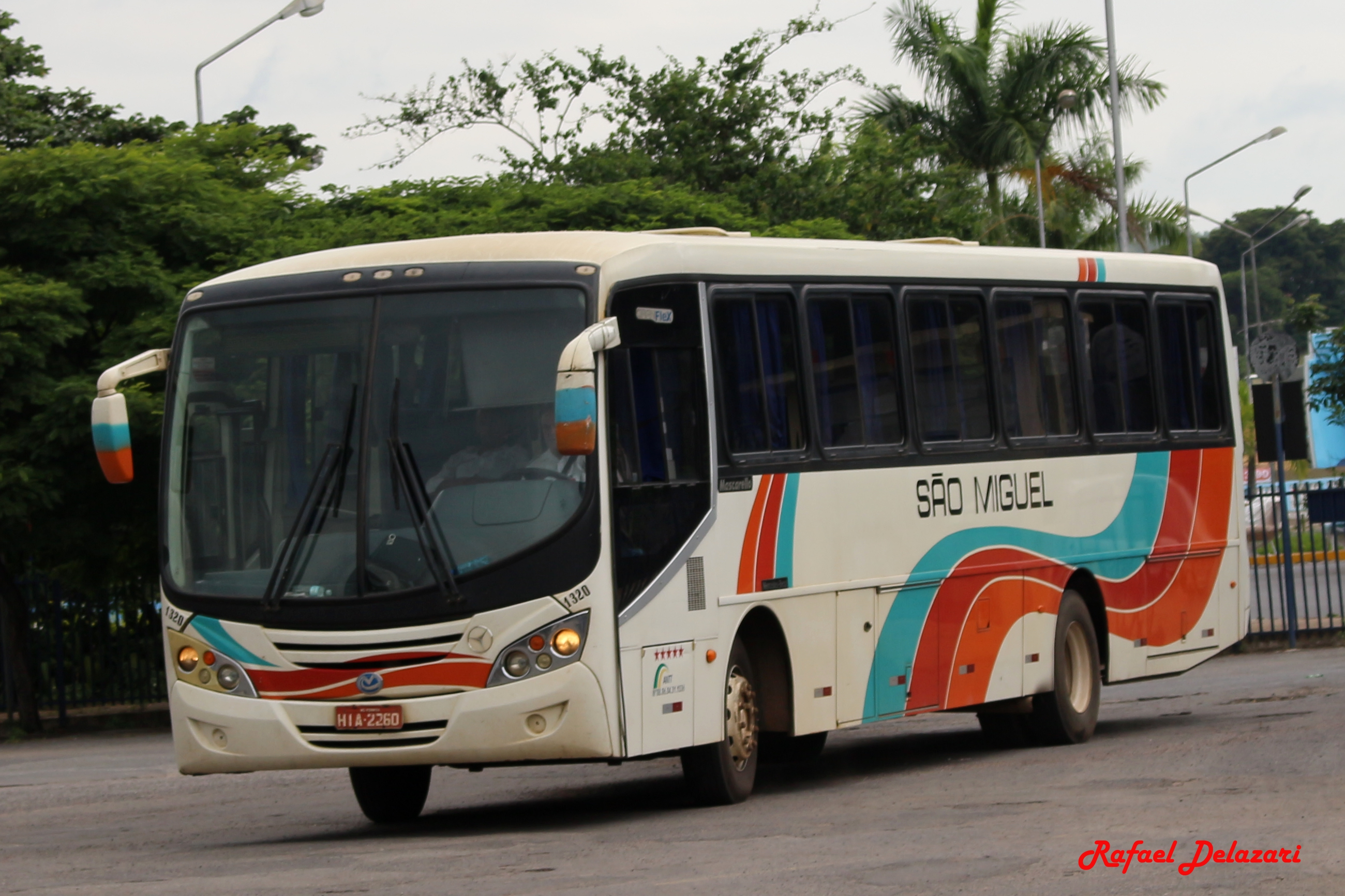
Gran Flex
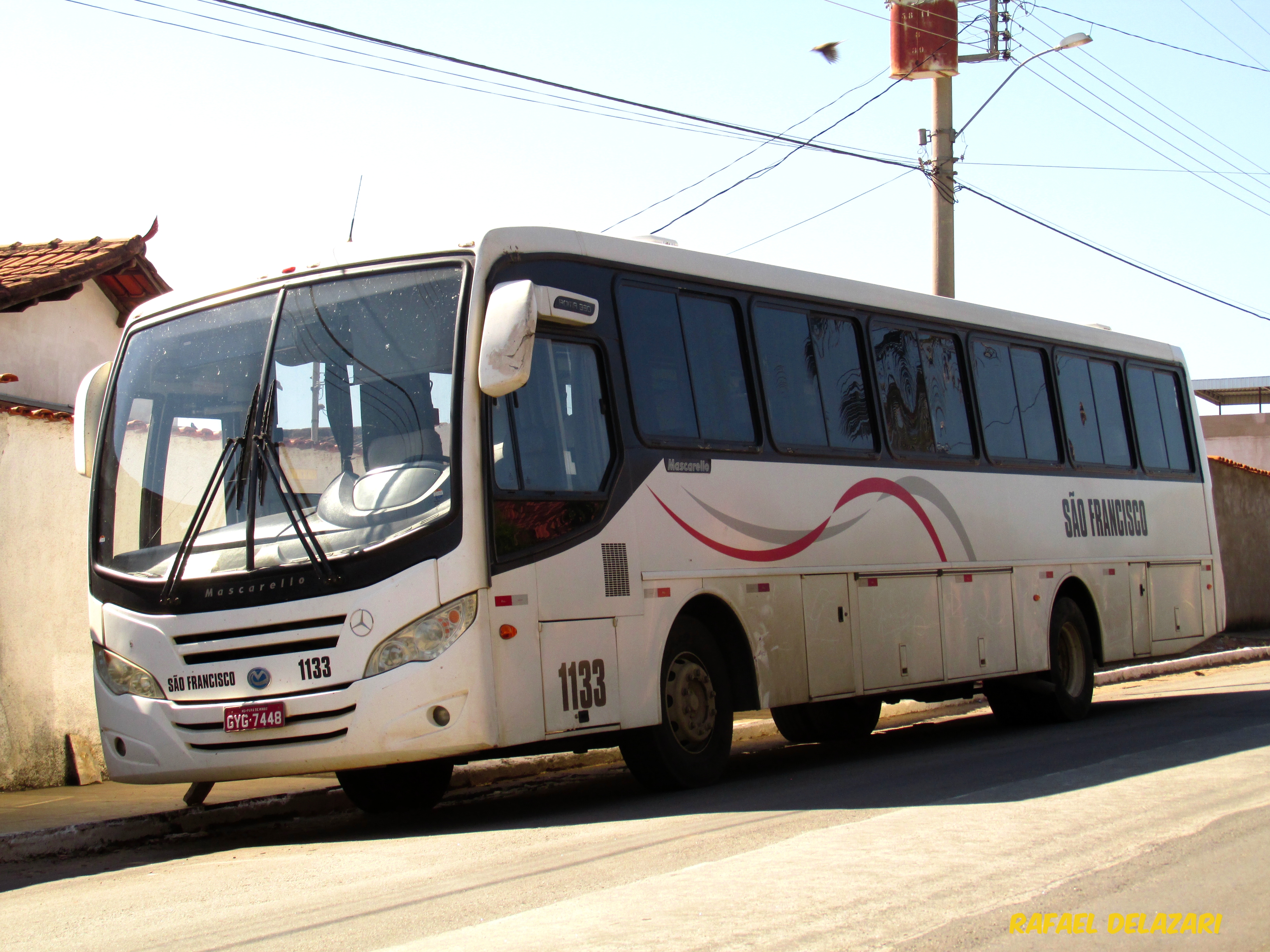
Roma 330
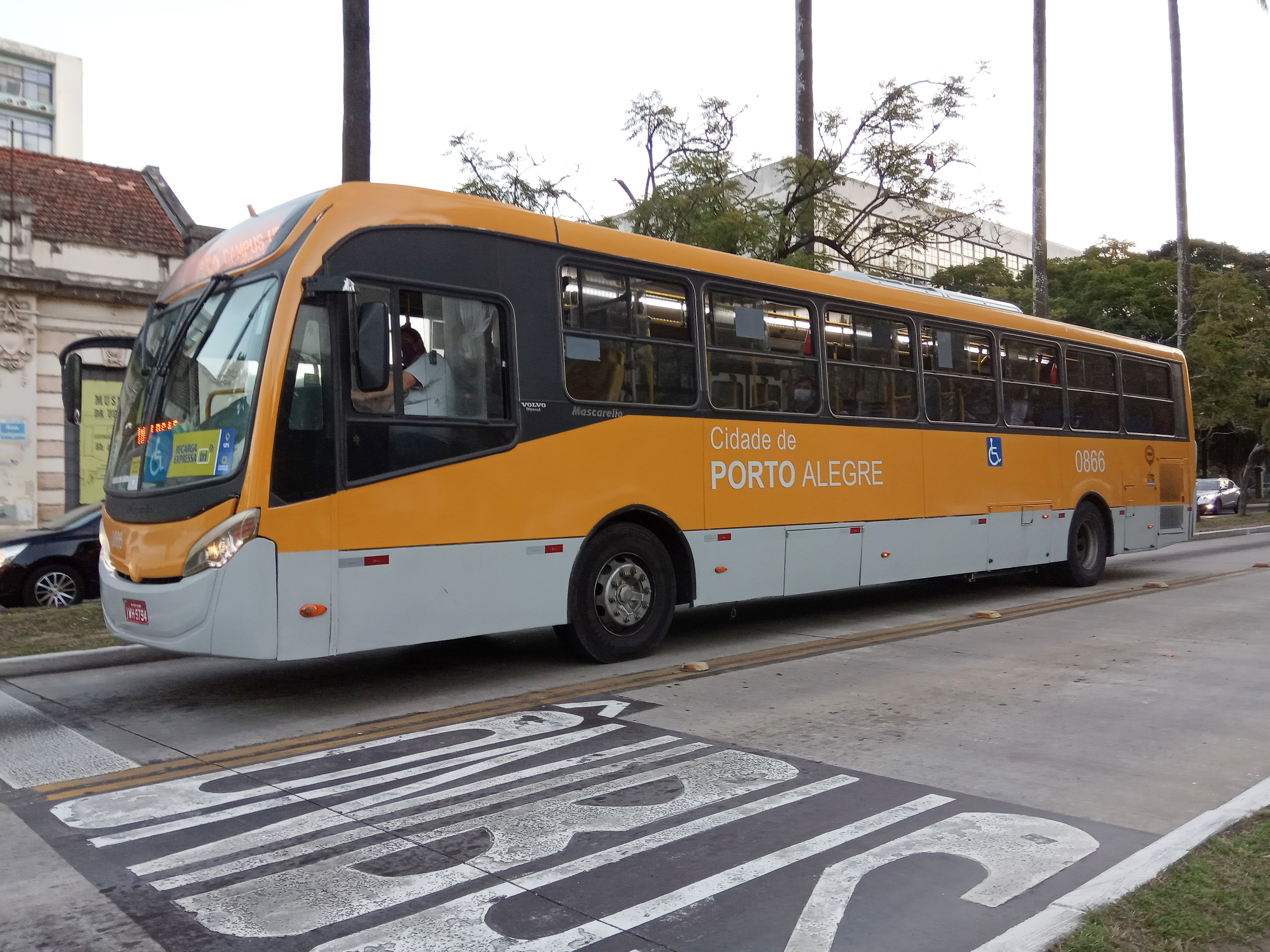
Gran Via BRS
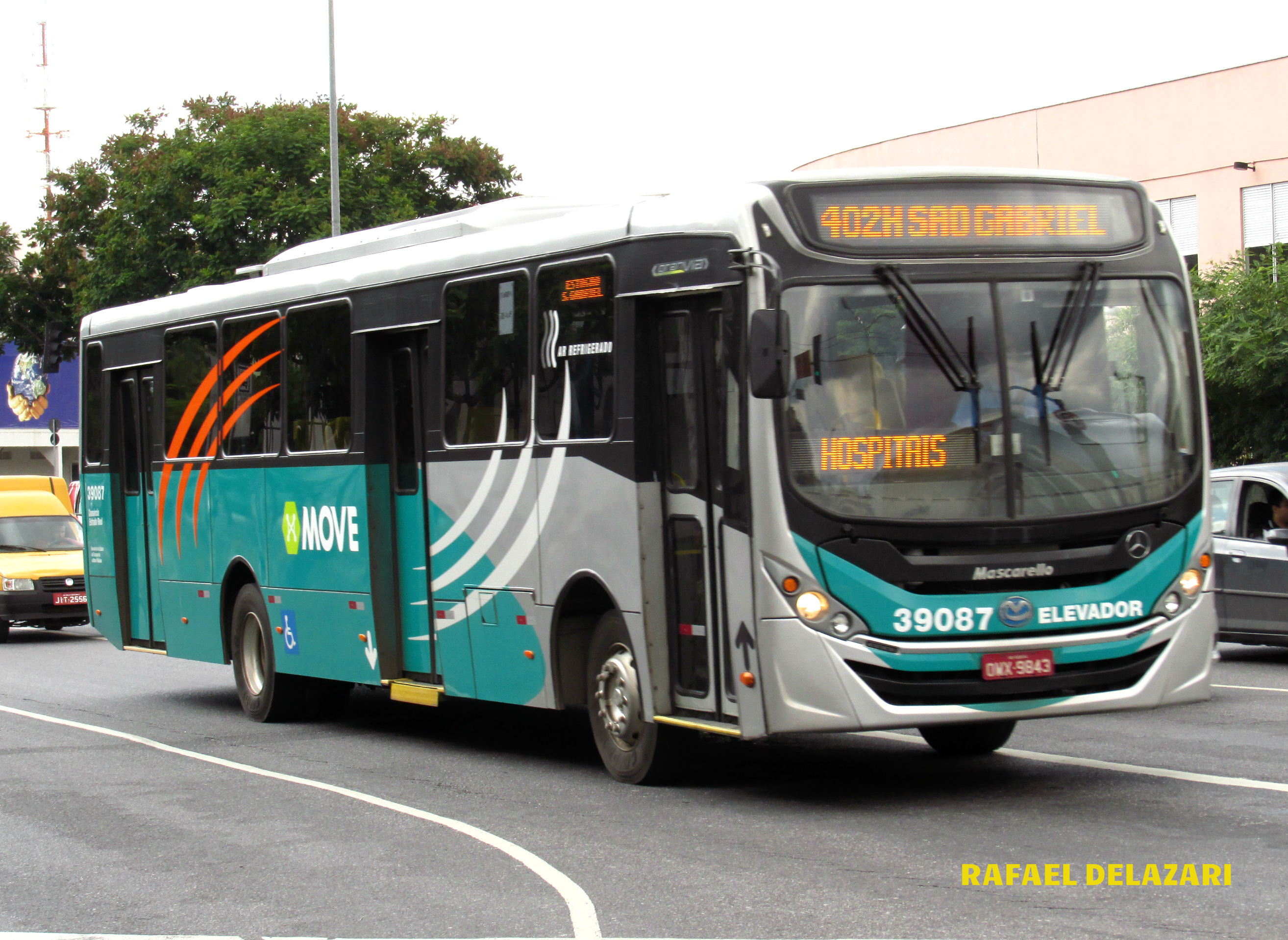
Gran Via 2014
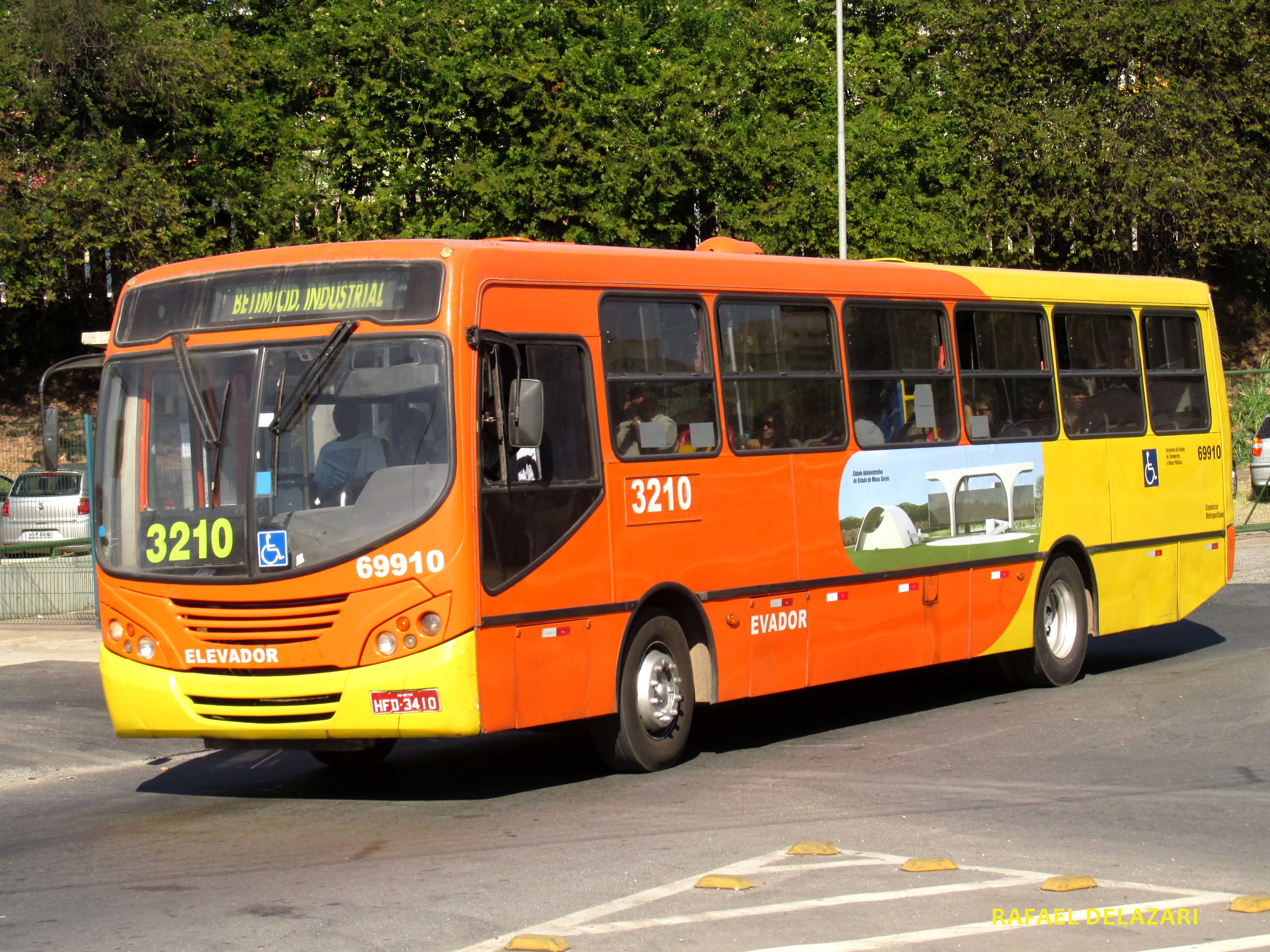
Gran Via
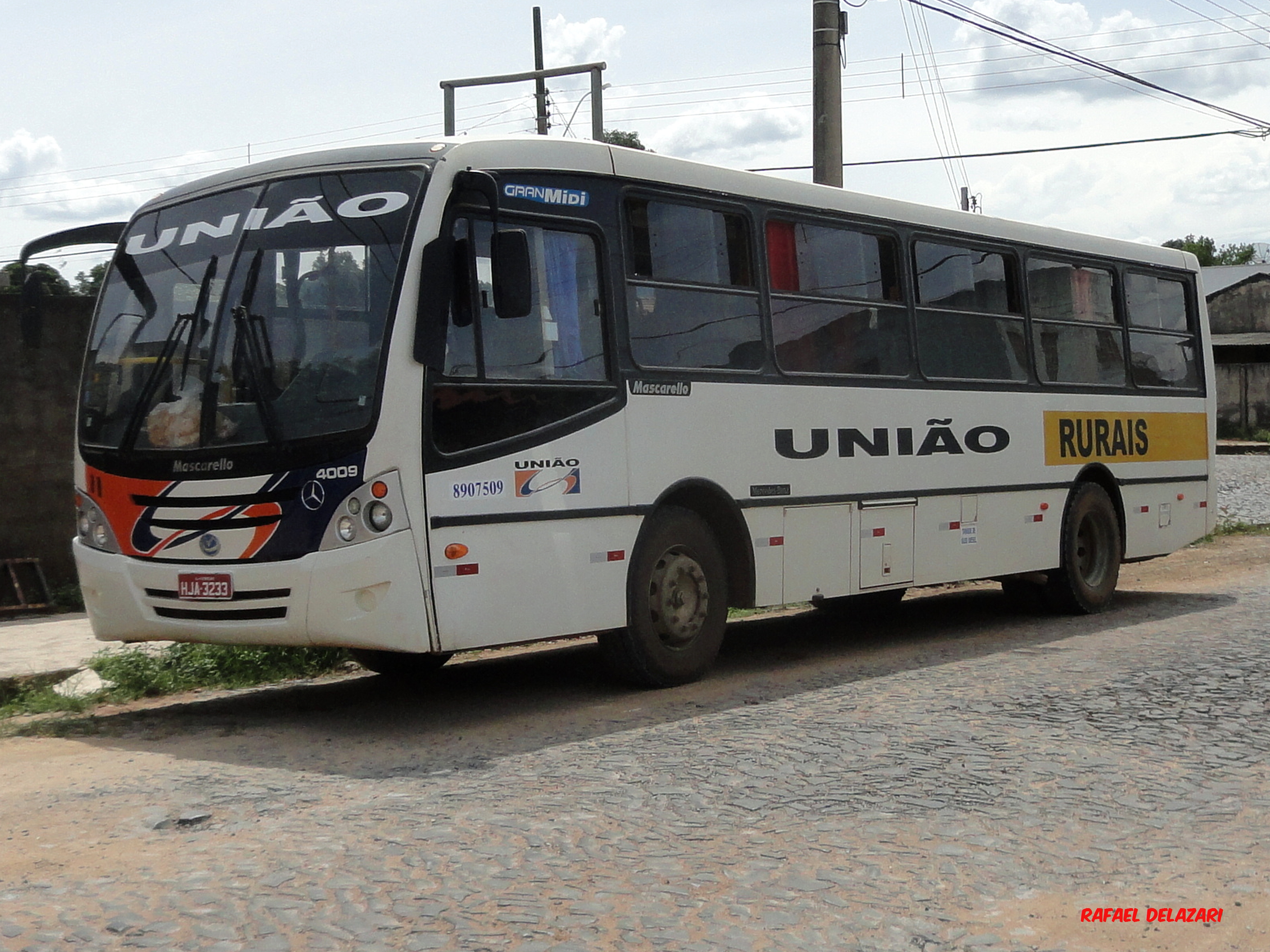
Gran Midi
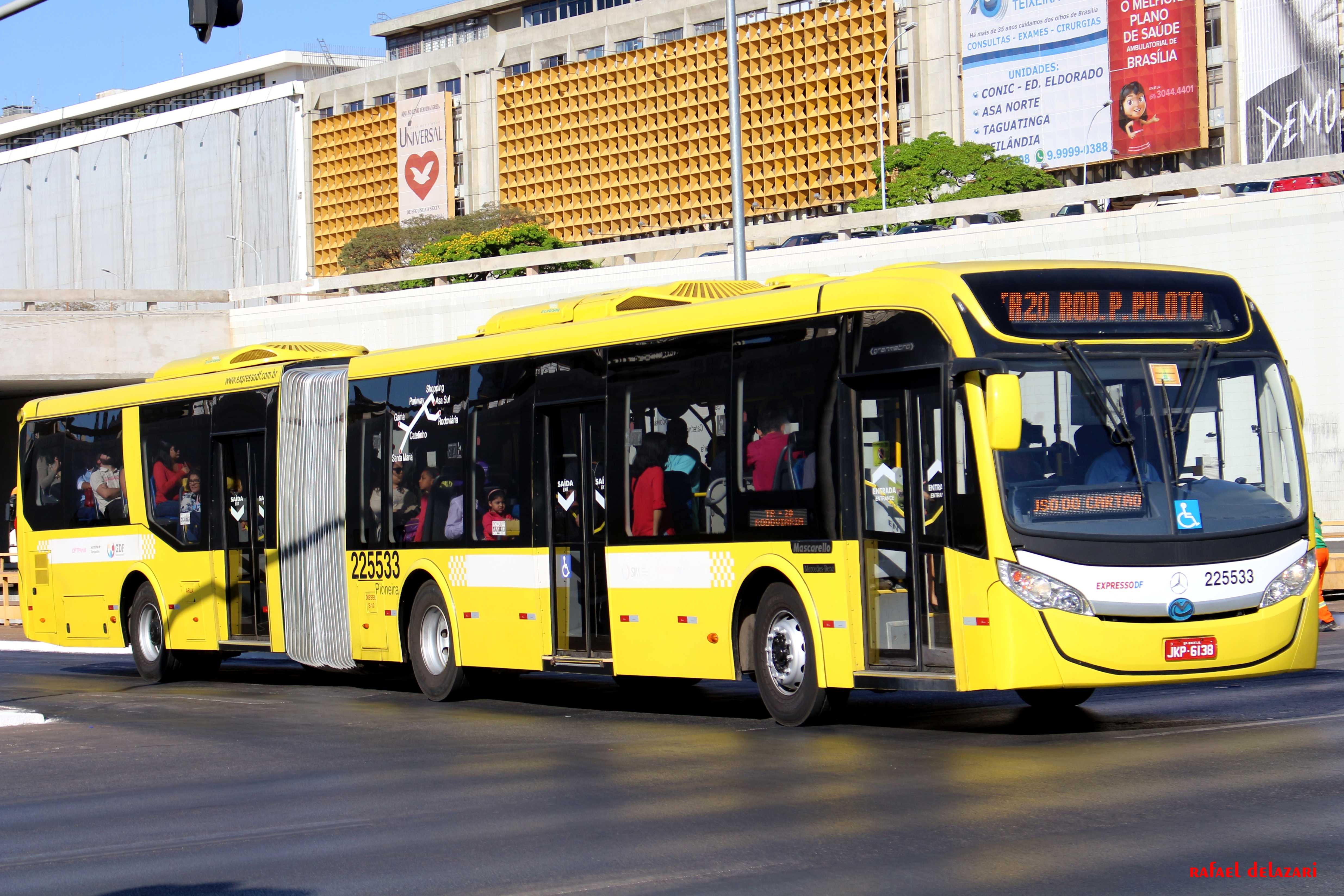
Granmetro Low Entry
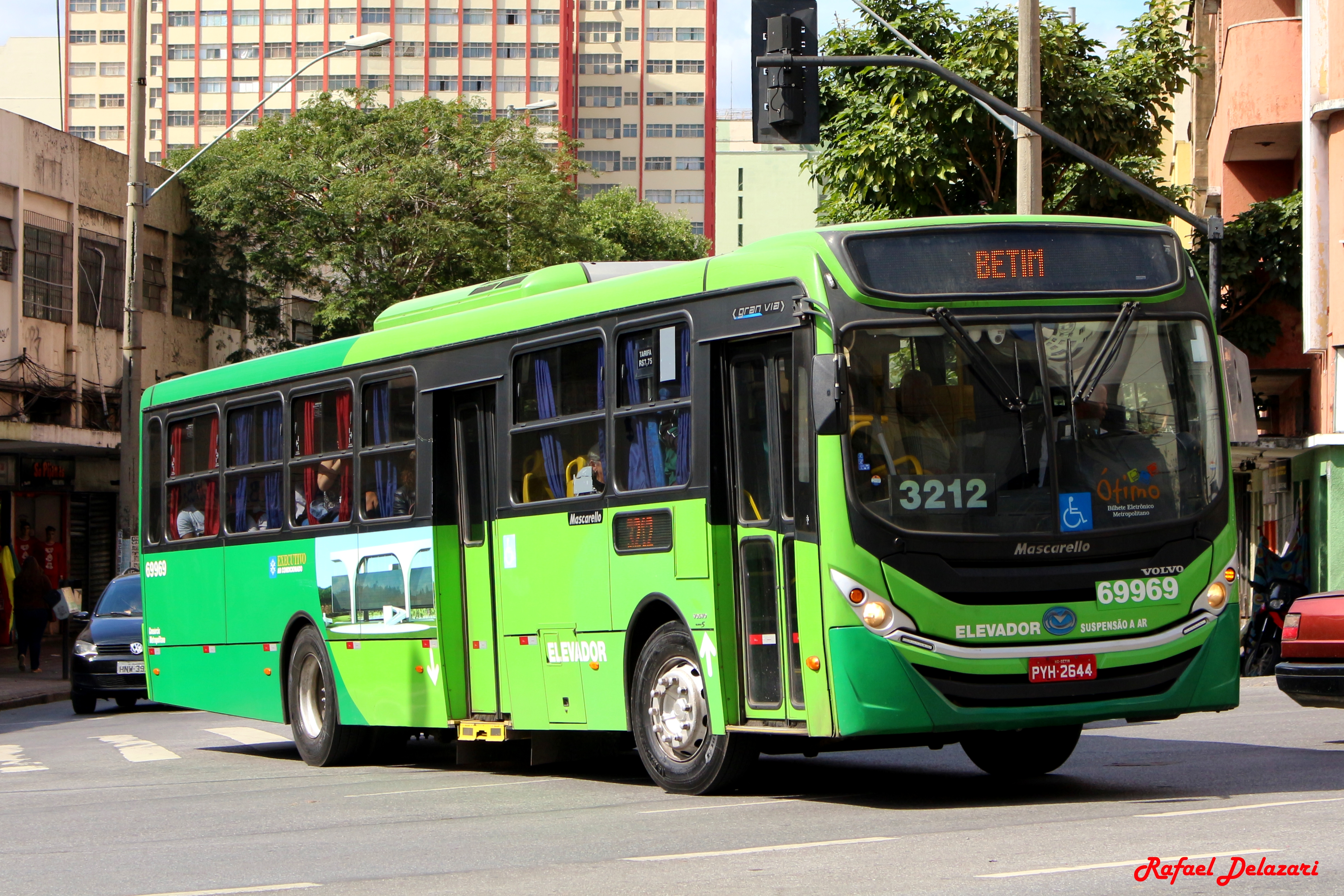
Gran Via Midi 2014
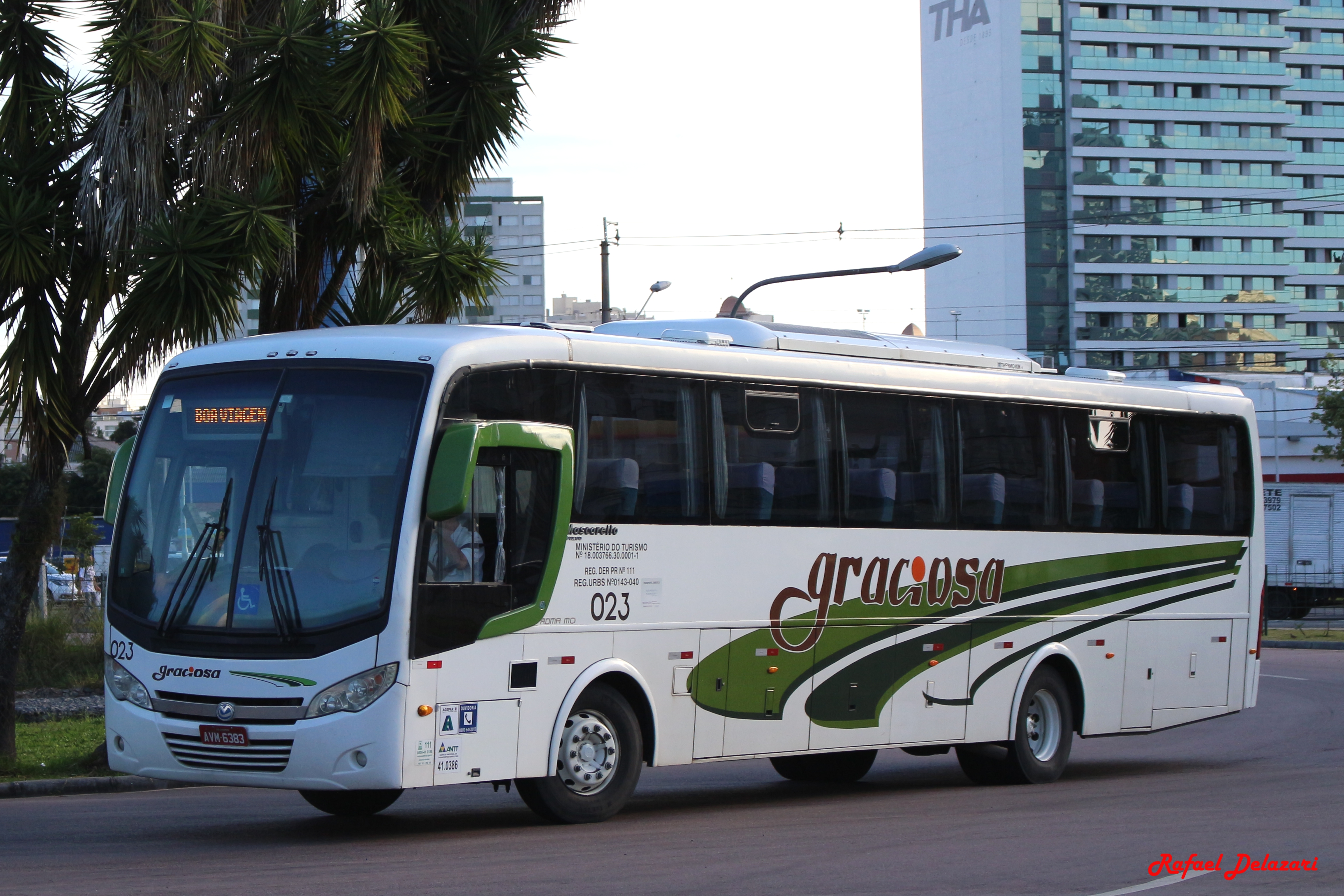
Roma MD
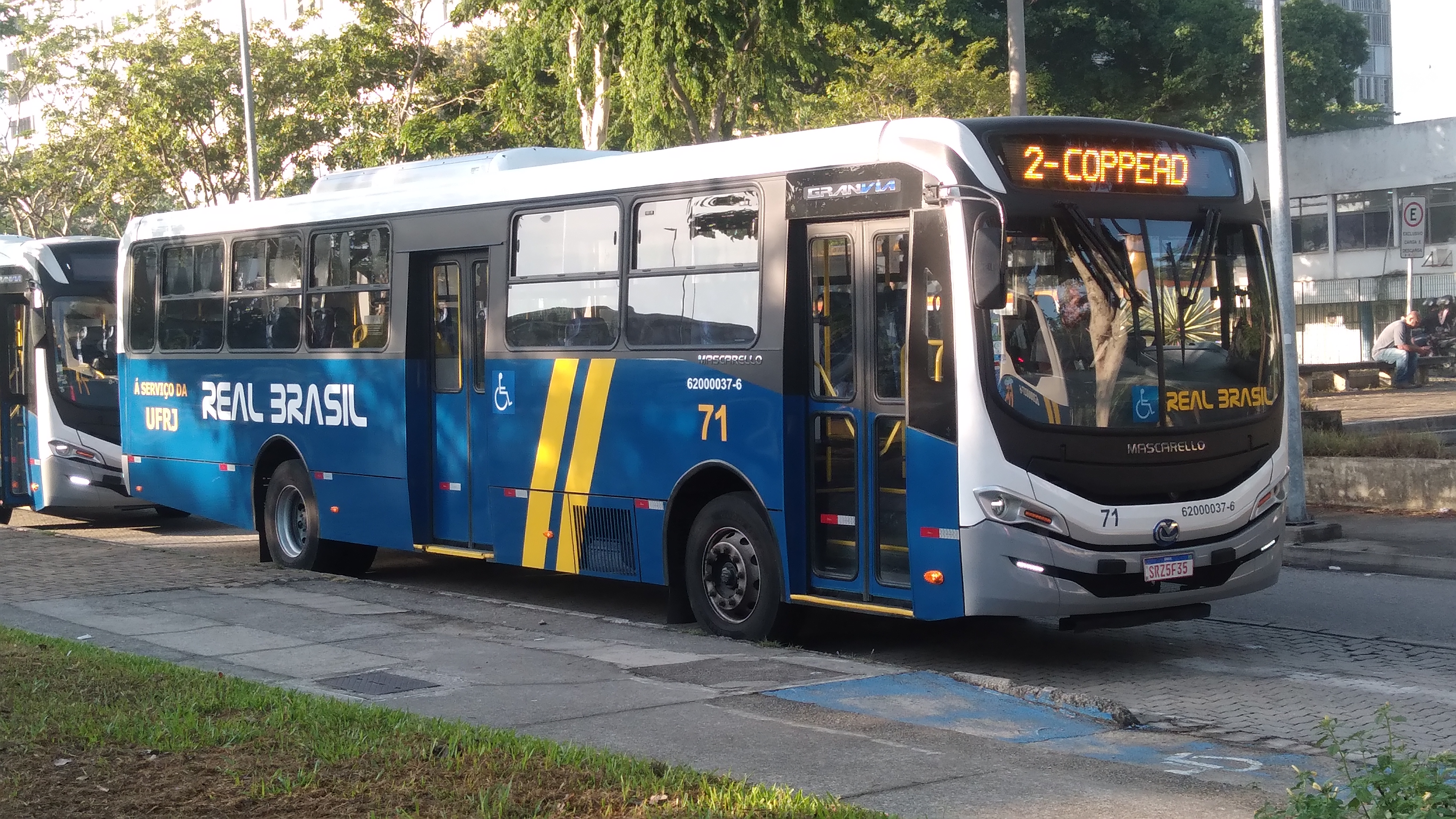
Gran Via 2024